# Първенство на България по футбол 1925
През 1925 се провежда 2-ия сезон на Държавното първенство по футбол на България. В първенството участват победителите от отделните Спортни области на страната. Играе се по системата на директни елиминации в един мач. При равенство се назначава допълнително време, а при ново равенство - мачът се преиграва на следващия ден на същото място. Финалът се провежда в София. На победителя се връчва и Царската купа.

## Участници
Участват победителите на съществуващите шест спортни федерации.
| Северобългарска спортна федерация | 1.Владислав (Варна)  |  |  |
| Софийска спортна федерация        | 1.Левски (София)     |  |  |
| Приморска спортна федерация       | 1.Асеновец (Сливен)  |  |  |
| Тракийска спортна федерация       | 1.БП 25(*) (Пловдив) |  |  |
| Югозападна спортна федерация      | 1.Левски (Дупница)   |  |  |
| Бдинска спортна федерация         | 1.Орел (Враца)       |  |  |

- (*)Пълно име: Бенковски-Победа 25 (Пловдив).

## Първи кръг
| Левски (Дупница)  | Орел (Враца)      | 5:0       |  |
| Владислав (Варна) | Асеновец (Сливен) | 3:0 служ. |  |
| Левски (София)    | почива            |           |  |
| БП 25 (Пловдив)   | почива            |           |  |

## Втори кръг – Полуфинали
| Владислав (Варна) | Левски (Дупница) | 4:0 |  |
| БП 25 (Пловдив)   | Левски (София)   | 0:4 |  |

## Финал
| 30 август 1925 г., игрище „Юнак“, София, 10 000 зрители |     |                   |
|                                                         |     |                   |
| Левски (София)                                          | 0:2 | Владислав (Варна) |

- Голмайстори:
  - 0:1 А. Иванов (3), 0:2 Терцета (?)

|  | Левски                 |
|  | ---------------------- |
|  | Петър Иванов           |
|  | Александър Христов     |
|  | Симеон Янков           |
|  | Гено Матеев            |
|  | Иван Радоев            |
|  | Димитър Дражев         |
|  | Кирил Петрунов         |
|  | Димитър Мутафчиев      |
|  | Цветан Генев           |
|  | Константин Мазников    |
|  | Кирил Йовович          |
|  | Треньор: Борис Василев |

|  | Владислав           |
|  | ------------------- |
|  | Здравко Янакиев     |
|  | Любен Митев         |
|  | Петър Христов       |
|  | Георги Георгиев     |
|  | Борис Ставрев       |
|  | Иван Булгаков       |
|  | Димитър Димитриев   |
|  | Егон Терцета        |
|  | Кръстьо Петров      |
|  | Алекси Алексиев     |
|  | Андрей Иванов       |
|  | Треньор: Ернст Мург |

- Съдия: Иван Батанджиев